# Festival Internacional de Cine de Venecia de 2018
La Festival Internacional de Cine de Venecia de 2018, el festival de cine más importante de Europa, tuvo lugar en la ciudad Venecia del 29 de agosto al 8 de septiembre de 2018. Guillermo del Toro fue elegido presidente del Jurado en la competición principal, mientras que First Man, del director Damien Chazelle, inauguró el festival. La película mexicana Roma, dirigida por Alfonso Cuarón, fue la ganadora del León de Oro.

## Jurado
Competición principal (Venezia 75)
- Guillermo del Toro: director, guionista y productor mexicano (Presidente de Jurado)
- Sylvia Chang: directora, actriz, guionista y productora taiwanesa
- Trine Dyrholm: actriz danesa
- Nicole Garcia: actriz y directora francesa
- Paolo Genovese: director y guionista italiano
- Małgorzata Szumowska: directora, guionista y productora polaca
- Taika Waititi: director, productor y guionista neozelandés
- Christoph Waltz: actor austríaco
- Naomi Watts: actriz inglesa

Horizontes (Orizzonti)
- Athina Tsangari: director, productor y guionista griego  (Presidente de Jurado)
- Fatemeh Motamed-Aria: actriz iraní
- Michael Almereyda: director, productor y guionista estadounidense
- Frédéric Bonnaud: crítico de cine
- Mohamed Hefzy: guionista y productor egipcio
- Alison McLean: directora y guionista canadiense
- Andrea Pallaoro: director y guionista italiano

Luigi De Laurentiis
- Ramin Bahrani: director y guionista iraní-estadounidense  (Presidente de Jurado)
- Carolina Crescentini: actriz italiana
- Kaouther Ben Hania: director y guionista de Túnez
- Hayashi Kanako: curador y director artístico japonés
- Gastón Solnicki: director argentino

## Selección oficial

### En Competición
Las siguientes películas fueron seleccionadas para la competición principal:
| Título español/inglés                       | Título original                             | Director(es)                     | País de producción                           |
| ------------------------------------------- | ------------------------------------------- | -------------------------------- | -------------------------------------------- |
| 22 de julio                                 | 22 July                                     | Paul Greengrass                  | Noruega, Islandia                            |
| The Mountain                                | The Mountain                                | Rick Alverson                    | Estados Unidos                               |
| Non-Fiction                                 | Doubles vies                                | Olivier Assayas                  | Francia                                      |
| The Sisters Brothers                        | The Sisters Brothers                        | Jacques Audiard                  | Francia, Bélgica, Rumania, España            |
| First Man                                   | First Man                                   | Damien Chazelle                  | Estados Unidos                               |
| La balada de Buster Scruggs                 | La balada de Buster Scruggs                 | Joel e Ethan Coen                | Estados Unidos                               |
| Vox Lux                                     | Vox Lux                                     | Brady Corbet                     | Estados Unidos                               |
| Roma                                        | Roma                                        | Alfonso Cuarón                   | México                                       |
| Suspiria                                    | Suspiria                                    | Luca Guadagnino                  | Italia                                       |
| Never Look Away                             | Werk ohne Autor                             | Florian Henckel von Donnersmarck | Alemania                                     |
| The Nightingale                             | The Nightingale                             | Jennifer Kent                    | Australia                                    |
| La Favorita                                 | La Favorita                                 | Yorgos Lanthimos                 | Reino Unido, Irlanda, Estados Unidos         |
| Peterloo                                    | Peterloo                                    | Mike Leigh                       | Reino Unido, Estados Unidos                  |
| Capri-Revolution                            | Capri-Revolution                            | Mario Martone                    | Italia, Francia                              |
| What You Gonna Do When the World's on Fire? | What You Gonna Do When the World's on Fire? | Roberto Minervini                | Italia, Estados Unidos, Francia              |
| Sunset                                      | Napszállta                                  | László Nemes                     | Hungría, Francia                             |
| Close Enemies                               | Frères ennemis'                             | David Oelhoffen                  | Francia, Bélgica                             |
| Nuestro tiempo                              | Nuestro tiempo                              | Carlos Reygadas                  | México, Francia, Alemania, Dinamarca, Suecia |
| At Eternity's Gate                          | At Eternity's Gate                          | Julian Schnabel                  | Francia, Estados Unidos                      |
| Acusada                                     | Acusada                                     | Gonzalo Tobal                    | Argentina, México                            |
| Killing                                     | 斬、 Zan                                    | Shinya Tsukamoto                 | Japón                                        |

### Fuera de Competición
Las películas siguientes estuvieron seleccionadas para ser proyectadas fuera de competición:

#### Ficción
| Título español /inglés  | Título original         | Director(es)           | País de producción                       |
| ----------------------- | ----------------------- | ---------------------- | ---------------------------------------- |
|                         | Una Storia Senza Nome   | Roberto Andò           | Italia, Francia                          |
|                         | Les Estivants           | Valeria Bruni Tedeschi | Francia, Italia                          |
| Ha nacido una estrella  | A Star Is Born          | Bradley Cooper         | Estados Unidos                           |
| La amiga estupenda      | L'Amica Geniale         | Saverio Costanzo       | Italia, Bélgica                          |
| Mi obra maestra         | Mi obra maestra         | Gastón Duprat          | Argentina, España                        |
| A Tramway in Jerusalem  | A Tramway in Jerusalem  | Amos Gitai             | Israel, Francia                          |
| Driven                  | Driven                  | Nick Hamm              | Reino Unido, Estados Unidos, Puerto Rico |
| A People and His Kings  | Un Peuple et Son Roi    | Pierre Schoeller       | Francia, Bélgica                         |
| La Quietud              | La Quietud              | Pablo Trapero          | Argentina                                |
| Dragged Across Concrete | Dragged Across Concrete | S. Craig Zahler        | Canadá, Estados Unidos                   |
| Shadow                  | Shing                   | Zhang Yimou            | Estado de Ciudad del Vaticano            |

#### No ficción
| Título español /inglés                  | Título original                         | Director(es)                          | País de producción          |
| --------------------------------------- | --------------------------------------- | ------------------------------------- | --------------------------- |
| A Letter to a Friend in Gaza            | A Letter to a Friend in Gaza            | Amos Gitai                            | Israel                      |
| Aquarela                                | Aquarela                                | Victor Kossakovsky                    | Reino Unido, Alemania       |
| El Pepe: Una Vida Suprema               | Emir Kusturica                          | Argentina, Uruguay, Serbia            |                             |
| Process                                 | Process                                 | Sergei Loznitsa                       | Países Bajos                |
| Carmine Street Guitars                  | Carmine Street Guitars                  | Ron Mann                              | Canadá                      |
| ISIS, Tomorrow. The Lost Souls of Mosul | ISIS, Tomorrow. The Lost Souls of Mosul | Francesca Mannocchi y Alessio Romenzi | Italia, Alemania            |
| American Dharma                         | American Dharma                         | Errol Morris                          | Estados Unidos, Reino Unido |
| Introduzione All'Oscuro                 | Introduzione All'Oscuro                 | Gastón Solnicki                       | Argentina, Austria          |
| 1983 Diversi                            | 1983 Diversi                            | Giorgio Treves                        | Italia                      |
| Your Face                               | Ni De Lian                              | Tsai Ming-liang                       | Taiwán                      |
| Monrovia, Indiana                       | Monrovia, Indiana                       | Frederick Wiseman                     | Estados Unidos              |

#### Eventos especiales
| Título español /inglés                 | Título original                        | Director(es)      | País de producción |
| -------------------------------------- | -------------------------------------- | ----------------- | ------------------ |
| Il diario di angela - noi due cineasti | Il diario di angela - noi due cineasti | Yervant Gianikian | Italia             |
| They'll Love Me When I'm Dead          | They'll Love Me When I'm Dead          | Morgan Neville    | Estados Unidos     |
| Al otro lado del viento                | The Other Side of the Wind             | Orson Welles      | Estados Unidos     |

### Horizontes
Las siguientes películas estuvieron seleccionadas para la sección Horizontes (Orizzonti):

#### Largometrajes
| Título español /inglés                              | Título original                                     | Director(es)                       | País de producción                   |
| --------------------------------------------------- | --------------------------------------------------- | ---------------------------------- | ------------------------------------ |
| Mantaraya                                           | Kraben Rahu                                         | Phuttiphong Aroonpheng             | Tailandia, Francia, China            |
| Soni                                                | Soni                                                | Ivan Ayr                           | India                                |
| El Río                                              | Ozen                                                | Emir Baigazin                      | Kazajistán, Polonia, Noruega         |
| La noche de 12 años                                 | La noche de 12 años                                 | Álvaro Brechner                    | España, Argentina, Uruguay, Francia  |
| Deslembro                                           | Deslembro                                           | Flávia Castro                      | Brasil, Francia, Catar               |
| El anuncio                                          | Anons                                               | Mahmut Fazil Coşkun                | Turquía, Bulgaria                    |
| En mi propia piel                                   | Sulla mia pelle                                     | Alessio Cremonini                  | Italia                               |
| Charlie Says                                        | Charlie Says                                        | Mary Harron                        | Estados Unidos                       |
| Un giorno all'improvviso (If life gives you lemons) | Un giorno all'improvviso (If life gives you lemons) | Ciro D'Emilio                      | Italia                               |
| Amanda                                              | Amanda                                              | Mikhaël Hers                       | Francia                              |
| L'Enkas                                             | L'Enkas                                             | Sarah Marx                         | Francia                              |
| The Day I Lost My Shadow                            | Yom Adaatou Zouli                                   | Soudade Kaadan                     | Siria, Líbano, Francia, Catar        |
| The Man Who Surprised Everyone                      | Tchelovek kotorij udivil vseh                       | Natasha Merkulova y Aleksey Chupov | Rusia, Estonia, Francia              |
| Memories of my Body                                 | Kucumbu tubuh indahku                               | Garin Nugroho                      | Indonesia, Australia                 |
| As I Lay Dying                                      | Hamchenan ke mimordam                               | Mostafa Sayari                     | Irán                                 |
| La profezia dell'armadillo                          | La profezia dell'armadillo                          | Emanuele Scaringi                  | Italia                               |
| Stripped                                            | Erom                                                | Yaron Shani                        | Israel, Alemania                     |
| Jinpa                                               | Jinpa                                               | Pema Tseden                        | China                                |
| Tel Aviv On Fire                                    | Tel Aviv On Fire                                    | Same Zoabi                         | Luxemburgo, Francia, Israel, Bélgica |

#### Cortometrajes
| Título español /inglés          | Título original                 | Director(es)             | País de producción        |
| ------------------------------- | ------------------------------- | ------------------------ | ------------------------- |
| A Gift                          | Kado                            | Aditya Ahmad             | Indonesia                 |
| Staircase                       | Staircase                       | Mohsen Banihashemi       | Iran                      |
| L'été et tout le reste          | L'été et tout le reste          | Sven Bresser             | Países Bajos              |
| Gli anni                        | Gli anni                        | Sara Fgaier              | Italia, Francia           |
| Manila Is Full of Men Named Boy | Manila Is Full of Men Named Boy | Andrew Stephen Lee       | Filipinas, Estados Unidos |
| Patision Avenue                 | Leoforos Patision               | Thanasis Neofotistos     | Grecia                    |
| Los bastardos                   | Los bastardos                   | Tomas Posse              | Argentina                 |
| All Inclusive                   | All Inclusive                   | Corina Schwingruber Ilić | Suiza                     |
| Sex, Fear, and Hamburgers       | Sex, strakh i gamburgery        | Eldar Shibanov           | Kazajistán                |
| Ninfe                           | Ninfe                           | Isabella Torre           | Italia                    |
| Down There                      | Na li                           | Yang Zhengfan            | China, Francia            |
| Foreign Body                    | Strano telo                     | Dušan Zorić              | Serbia                    |

#### Fuera de Competición
| Título español /inglés | Título original | Director(es)                       | País de producción |
| ---------------------- | --------------- | ---------------------------------- | ------------------ |
| Blu                    | Blu             | Massimo D'Anolfi y Martina Parenti | Italia             |

## Venezia Classici
Las siguientes películas fueron seleccionadas para ser proyectadas en la sección  Venezia Classici:

### Películas restauradas
| Título español /inglés                          | Título original                    | Director(es)             | País de producción              |
| ----------------------------------------------- | ---------------------------------- | ------------------------ | ------------------------------- |
| They Live (1988)                                | They Live (1988)                   | John Carpenter           | Estados Unidos                  |
| El portero de noche (1974)                      | Il portiere di notte               | Liliana Cavani           | Italia                          |
| La ciudad desnuda (1946)                        | The Naked City                     | Jules Dassin             | Estados Unidos                  |
| Brick and Mirror (1964)                         | Khesht va Ayeneh                   | Ebrahim Golestan         | Irán                            |
| La calle de la vergüenza (1956)                 | Akasen chitai                      | Kenji Mizoguchi          | Japón                           |
| El empleo (1962)                                | Il posto                           | Ermanno Olmi             | Italia                          |
| El año pasado en Marienbad (1961)               | L'année dernière à marienbad       | Alain Resnais            | Francia, Italia                 |
| El lugar sin límites (1977)                     | El lugar sin límites (1977)        | Arturo Ripstein          | México                          |
| Adieu Philippine (1962)                         | Adieu Philippine (1962)            | Jacques Rozier           | Francia, Italia                 |
| The Ascent (1976)                               | Voskhozhdeniye                     | Larisa Shepitko          | Rusia                           |
| The Killers (1964)                              | The Killers (1964)                 | Don Siegel               | Estados Unidos                  |
| The Killers (1946)                              | The Killers (1946)                 | Robert Siodmak           | Estados Unidos                  |
| La noche de San Lorenzo (1982)                  | La notte di San Lorenzo            | Paolo y Vittorio Taviani | Italia                          |
| Love, Thy Name Be Sorrow AKA The Mad Fox (1962) | Koi ya koi nasuna koi              | Tomu Uchida              | Japón                           |
| Muerte en Venecia (1971)                        | Morte a Venezia                    | Luchino Visconti         | Italia, Francia, Estados Unidos |
| El Golem (1920)                                 | Der Golem – Wie er in die Welt kam | Paul Wegener             | Alemania                        |
| Nothing Sacred (1937)                           | Nothing Sacred (1937)              | William A. Wellman       | Estados Unidos                  |
| Con faldas y a lo loco (1959)                   | Con faldas y a lo loco (1959)      | Billy Wilder             | Estados Unidos                  |

### Documentales
| Título español /inglés                           | Título original                                  | Director(es)                           | País de producción     |
| ------------------------------------------------ | ------------------------------------------------ | -------------------------------------- | ---------------------- |
| The Great Buster: A Celebration                  | The Great Buster: A Celebration                  | Peter Bogdanovich                      | Estados Unidos         |
| Women Make Film: A New Road Movie Through Cinema | Women Make Film: A New Road Movie Through Cinema | Mark Cousins                           | Reino Unido            |
| Humberto Mauro                                   | Humberto Mauro                                   | André Di Mauro                         | Brasil                 |
| Living the Light – Robby Müller                  | Living the Light – Robby Müller                  | Claire Pijman                          | Países Bajos, Alemania |
| 24/25 Il fotogramma in più                       | 24/25 Il fotogramma in più                       | Giancarlo Rolandi y Federico Pontiggia | Italia                 |
| Nice Girls Don't Stay For Breakfast              | Nice Girls Don't Stay For Breakfast              | Bruce Weber                            | Estados Unidos         |
| Friedkin Uncut                                   | Friedkin Uncut                                   | Francesco Zippel                       | Italia                 |

## Sconfini
Las siguientes películas fueron seleccionadas para proyectarse en la sección Sconfini:
| Título español /inglés          | Título original                 | Director(es)       | País de producción |
| ------------------------------- | ------------------------------- | ------------------ | ------------------ |
| Blood Kin                       | Blood Kin                       | Ramin Bahrani      | Estados Unidos     |
| Il banchiere anarchico          | Il banchiere anarchico          | Giulio Base        | Italia             |
| Il ragazzo più felice del mondo | Il ragazzo più felice del mondo | Gipi               | Italia             |
| Arrivederci Saigon              | Arrivederci Saigon              | Wilma Labate       | Italia             |
| El árbol de la vida             | The Tree of Life                | Terrence Malick    | Estados Unidos     |
| L'heure de la sortie            | L'heure de la sortie            | Sébastien Marnier  | Francia            |
| Magic Lantern                   | Magic Lantern                   | Amir Naderi        | Estados Unidos     |
| Camorra                         | Camorra                         | Francesco Patierno | Italia             |

## Premios
Los siguientes premios fueron presentados en la 75.ª edición:

### Selección oficial
En competición
- León dorado: Roma, por Alfonso Cuarón
- Gran Premio del Jurado: La Favorita, por Yorgos Lanthimos
- León de plata: The Sisters Brothers, por Jacques Audiard
- Coppa Volpi a la mejor actriz: Olivia Colman por La Favorita
- Coppa Volpi al mejor actor: Willem Dafoe por At Eternity's Gate
- Premio Osella al mejor guion: La balada de Buster Scruggs, por Joel e Ethan Coen
- Premio Especial del Jurado: The Nightingale, por Jennifer Kent
- Premio Marcello Mastroianni: Baykali Ganambarr por The Nightingale

Horizontes (Orizzonti)
- Mejor película: Manta Ray, de Phuttiphong Aroonpheng
- Mejor director: Emir Baigazin, por The River
- Premio especial del Jurado: The Announcement, de Mahmut Fazil Coşkun
- Mejor actriz: Natalia Kudryashova, por The Man Who Surprised Everyone
- Mejor actor: Kais Nashef, por Tel Aviv On Fire
- Mejor guion: Jinpa, de Pema Tseden
- Premio Horizontes para Mejor Cortometraje: A Gift, de Aditya Ahmad

León del Futuro
- Premio Luigi De Laurentiis para una película debut: The Day I Lost My Shadow, de Soudade Kaadan

Premios Venezia Classici
- Mejor documental: The Great Buster: A Celebration, de Peter Bogdanovich
- Mejor película restaurada: La noche de San Lorenzo, de Vittorio y Paolo Taviani

Premios especiales
- León Dorado a la trayectoria: Vanessa Redgrave[13] y David Cronenberg[14]

### Premios independientes
Los siguientes films fueron otorgados a las secciones autónomas:
Semana Internacional de la Crítica de Venecia
- Sun Film Group Audience Award: Still Recording de Saeed Al Batal y Ghiath Ayoub
- Verona Film Club Award: Blonde Animals de Maxime Matray y Alexia Walther
- Mario Serandrei – Hotel Saturnia Award for the Best Technical Contribution: Still Recording by Saeed Al Batal and Ghiath Ayoub

Venice Days
- Premio SIAE: Mario Martone por syu carrera artísrtico y por su último trabajo, Capri-Revolution[16]
- Premio GdA de realizadores: Real Love de Claire Burger[17]
- Premio BNL People's Choice: Ricordi? de Valerio Mieli[18]
- Premio Europa Cinemas Label: Joy de Sudabeh Mortezai[19]
- Premio Hearst: Joy de Sudabeh Mortezai[20]

### Otros premios
Los siguientes films fueron otorgados a las secciones autónomas:
- Premio Arca CinemaGiovani 
  - Mejor película italiana: Capri-Revolution de Mario Martone
  - Mejor película Venezia 75: Never Look Away de Florian Henckel von Donnersmarck
- Premio Brian: En mi propia piel de Alessio Cremonini (Horizons)
- Premio Enrico Fulchignoni – CICT-UNESCO: El Pepe: Una Vida Suprema de Emir Kusturica (Out of competition)
- Premio FEDIC (Federazione Italiana dei Cineclub): En mi propia piel de Alessio Cremonini

Mención especial: Ricordi? de Valerio Mieli (Venice Days)
Mención FEDIC Il Giornale del Cibo: I villani de Daniele De Michele (Venice Days)
- Premio de la crítica:
  - Premio película (sección oficial): Sunset de László Nemes
  - Premio película (otras secciones): Still Recording de Saeed Al Batal y Ghiath Ayoub (Semana Internacional de Crítica)
- Premio Gillo Pontecorvo (Mejor coproducción por su debut): The Road Not Taken de Tang Gaopeng
- Premio Green Drop: At Eternity's Gate de Julian Schnabel
- Premio Lanterna Magica (CGS): Amanda de Mikhael Hers (Horizons)
- Leoncino d'Oro Agiscuola por el cine: Never Look Away de Florian Henckel von Donnersmarck
  - Premio Cine para la UNICEF: What You Gonna Do When the World's on Fire? de Roberto Minervini
- Queer Lion: Josè de Li Cheng (Venice Days)[22]
- Premio SIGNIS: Roma de Alfonso Cuarón

Mención especial: 22 de julio de Paul Greengrass
- Premio C. Smithers Foundation – CICT-UNESCO: Ha nacido una estrella de Bradley Cooper

Mención especial: The Mountain de Rick Alverson
- Premio Robert Bresson: Liliana Cavani[23]
- Premio Franca Sozzani: Salma Hayek
- Premio Campari Passion for the Cinema: Bob Murawski por Al otro lado del viento
- Premio Pietro Bianchi: Carlo Verdone
- Premio Fondazione Mimmo Rotella: Julian Schnabel y Willem Dafoe por At Eternity's Gate[24]